# 盧卡·馬林
盧卡·馬林（義大利語：Luca Marin；1986年4月9日—）是一位意大利游泳運動員。他擅長400米接力項目，並且在歐洲游泳錦標賽和世界游泳錦標賽上獲得過10個獎牌。他也代表意大利參加了2004年奧運會。